# Centro (Rio de Janeiro)
Centro è il quartiere (bairro) che corrisponde al centro storico della città di Rio de Janeiro in Brasile.

## Amministrazione
Fu istituito ufficialmente il 23 luglio 1981 e corrisponde geograficamente alla Regione Amministrativa II del municipio di Rio de Janeiro di cui è l'unico bairro.